# Joseph Reed Ingersoll

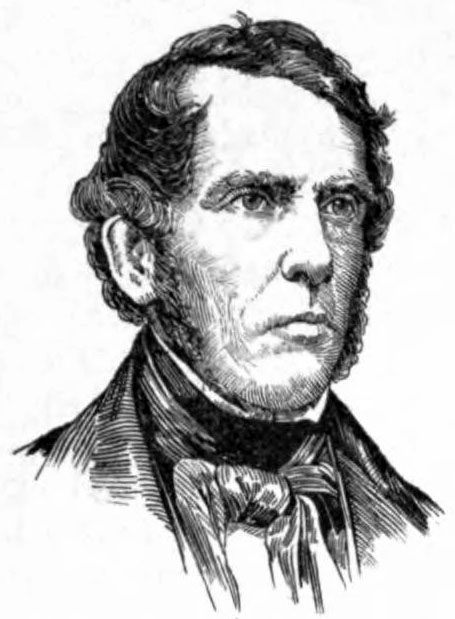
Joseph Reed Ingersoll

Joseph Reed Ingersoll (* 14. Juni 1786 in Philadelphia, Pennsylvania; † 20. Februar 1868 ebenda) war ein US-amerikanischer Politiker. Zwischen 1835 und 1849 vertrat er zwei Mal den Bundesstaat Pennsylvania im US-Repräsentantenhaus.

## Werdegang
Joseph Ingersoll war der Sohn von Jared Ingersoll (1749–1822), der als Delegierter am Kontinentalkongress teilnahm, und ein Bruder von Charles Jared Ingersoll (1782–1862), der ebenfalls Kongressabgeordneter aus Pennsylvania war. Nach der Grundschulausbildung studierte er bis 1804 am Princeton College. Nach einem Jurastudium und seiner Zulassung als Rechtsanwalt begann er in Philadelphia in diesem Beruf zu arbeiten. In den 1830er Jahren schlug er auch eine politische Laufbahn ein. Er schloss sich der 1835 gegründeten Whig Party an.
Bei den Kongresswahlen des Jahres 1834 wurde Ingersoll im zweiten Wahlbezirk von Pennsylvania in das US-Repräsentantenhaus in Washington, D.C. gewählt, wo er am 4. März 1835 die Nachfolge von Horace Binney antrat. Da er im Jahr 1836 auf eine erneute Kandidatur verzichtete, konnte er bis zum 3. März 1837 zunächst nur eine Legislaturperiode im Kongress absolvieren. Diese war von den Diskussionen um die Politik von Präsident Andrew Jackson bestimmt.
Nach dem Ende seiner Zeit im US-Repräsentantenhaus praktizierte Ingersoll wieder als Anwalt. Nach dem Rücktritt des Abgeordneten John Sergeant wurde er bei der fälligen Nachwahl für den zweiten Sitz seines Staates als dessen Nachfolger in den Kongress gewählt, wo er am 2. Oktober 1841 sein neues Mandat antrat. Nach zwei Wiederwahlen konnte er dort bis 3. März 1849 verbleiben. Von 1847 bis 1849 war er Vorsitzender des Justizausschusses. Die Zeit bis 1845 war von den Spannungen zwischen Präsident John Tyler und den Whigs geprägt. Außerdem wurde damals bereits über eine mögliche Annexion der seit 1836 von Mexiko unabhängigen Republik Texas diskutiert. Seit 1845 prägte der Mexikanisch-Amerikanische Krieg auch die Arbeit des Kongresses.
1848 lehnte Joseph Ingersoll eine Nominierung zur Wiederwahl ab. In den Jahren 1852 und 1853 fungierte er als amerikanischer Gesandter in London. Er  starb am 20. Februar 1868 in Philadelphia.